# Фонтей Капитон
Вижте пояснителната страница за други личности с името Фонтей Капитон.
Гай Фонтей Капитон (на латински: Gaius Fonteius Capito; † есента на 68 г., Долна Германия) e политик и сенатор на Римската империя през 1 век по времето на император Нерон.
През 67 г. Фонтей Капитон е консул заедно с Луций Юлий Руф. През март и април суфектконсули стават Луций Аврелий Приск и Апий Аний Гал. През 68 г. става легат (legatus Augusti pro praetore) в Долна Германия и екзекутира батавския вожд Клавдий Павел, а брат му Гай Юлий Цивилис изпраща окован в Рим.
След смъртта на Нерон обвиняват Фонтей Капитон в планове за заговор. През есента на 68 г. Фонтей Капитон е убит от легионските легати Фабий Валенс, Корнелий Аквин и Юлий Бурдон, комендант на германската флота (Classis Germanica). Новият император Галба одобрява действието. Самото убийство извършва центурионът Криспин, който по настояване на войниците следващата година е екзекутиран.
След Капитон управител на Долна Германия става в началото на декември 68 г. по-късният император Авъл Вителий. Дотогава постът е бил вакантен.